# ОШ „Свети Сава“ Гацко
ОШ „Свети Сава” је једна од основних школа на подручју општине Гацко. Налази се у улици Видовданска 28 у Гацком. Име је добила по Светом Сави, српском принцу, монаху, игуману манастира Студенице, књижевнику, дипломати и првом архиепископу аутокефалне Српске православне цркве.

## Историјат
Прва државна школа у Гацку отворена је 1887, а први учитељ био је Марко Мутић. Од 1906. до Другог свјетског рата звала се Српско-православна школа "Свети Сава српски просветитељ". Послије Друтог свјетског рата радила је као Народна основна школа, а од школске 1964/1965. до 1983/1984. као ОШ "Стојан Ковачевић". У Гацку је 1983. основана Радна организација предшколског и основног образовања и васпитања) у коју су интегрисане осмогодишње школе из Автовца (отворена 1883), Бистрице, Гацка, Куле и Фојнице (1893/1894), и четворогодишње из Бахора, Брљева (отворена 1908/1909), Вишњева (1954/1955), Врбе (1910/1911), Добреља (1909/1910), Изгора (1910/1911), Јасеника (1910/1911), Надинића (1886/1887), Дулића (1935/36) и Степена (1945/1946).
Школске 1991/1992. године школа у Гацку поново је постала самостална, а похађало ју је 1.195 ученика. Од септембра 1992. носи назив ОШ "Свети Сава". Школске 2015/2016. имала је 823 ученика, 61 наставника и два вјероучитеља православне вјеронауке. У њеном саставу радила је подручна деветогодишња школа у Автовцу и петогодишње у селима: Казанци (заселак Брљево), Добрељи, Надинићи, Нови Дулићи и Фојница. Школе у Вишњеву и Јасенику угашене су 1987, у Бистрици и Кули 1992, Изгорима 1993, Врби 1994, Степену 2007. године. Поред библиотеке са око 36.000 књига, централна школа има спортску салу, спортске терене и зубну амбуланту. Сарађује са ОШ "Змај Јова Јовановић" из Крушевца. Од 1983. излази лист "Ђаче".